# Silas Weir Mitchell (médecin)
Pour les articles homonymes, voir Silas Weir Mitchell, Mitchell et Weir.
Silas Weir Mitchell, né le 15 février 1829 à Philadelphie, Pennsylvanie et mort le 4 janvier 1914, est un médecin neurologue et écrivain américain.

## Biographie
Fils du médecin John Kearsley Mitchell (1798–1858), il fit ses études à l'Université de Pennsylvanie et obtint son diplôme de médecin au Jefferson Medical College en 1850. Pendant la Guerre de Sécession, il est chargé des maladies et traumatismes nerveux au Turners Lane Hospital de Philadelphie et à la fin de la guerre il se spécialise en neurologie. Dans cette spécialité, il se rendit célèbre par l'introduction de la cure de repos dans le traitement des maladies nerveuses, notamment de l'hystérie. Ce traitement consistait en un isolement des malades, un confinement au lit, un régime et des massages. Il fut adopté par la suite dans le monde médical. Parmi ses écrits médicaux on peut citer : Les lésions des nerfs et leurs conséquences (Injuries of Nerves and Their Consequences, 1872) et La graisse et le sang (Fat and Blood, 1877). L'érythromélalgie, une maladie circulatoire des extrémités a été nommée « maladie de Mitchell » en son honneur.
Il est enterré dans le cimetière de Woodlands à Philadelphie.

## Son œuvre littéraire
En 1863, il publie dans le Magazine Atlantic Monthly une courte nouvelle pleine d'intelligence, combinant l'analyse de problèmes psychologiques et physiologiques, intitulée Le cas de George Dedlow (The Case of George Dedlow). Historiquement, c'est l'une des premières descriptions cliniques claire d'un patient souffrant de douleurs neuropathiques dans le membre fantôme[réf. nécessaire].
Désormais ses productions écrites se partagent entre sa profession première de médecin et celle, nouvelle, d'écrivain. Dans le domaine médical, il rédige des monographies sur le poison des crotales, sur l'hygiène intellectuelle, sur les blessures des  nerfs, sur la neurasthénie, sur les maladies nerveuses de la femme, sur les effets des blessures par balle sur le système nerveux et sur les relations entre infirmière, médecin et patient. Il est le premier[réf. nécessaire] à avoir décrit d'une manière très détaillée le tableau clinique de la causalgie avec les exemples de 68 faits cliniques, au point que[réf. nécessaire] ce livre a été traduit en français deux ans plus tard.
Sur un plan plus littéraire il écrit des histoires pour la jeunesse, plusieurs volumes respectables de poèmes et de la fiction en prose de valeur diverse, qui lui donnent une place notable parmi les auteurs américains de la fin de la XIXe siècle. Ses romans historiques,Hugh Wynne, Free Quaker (1897), Les aventures de François (The Adventures of François, 1898) et La ville rouge (Red City, 1909), se placent à un rang élevé dans ce genre de fiction.

## Un médecin aux pratiques discutables
Il fut le médecin de Charlotte Perkins Gilman à qui il prescrivit une cure de repos. Charlotte Perkins dénonce sa méthode thérapeutique qui consistait à ramener ses patientes à une docilité d'enfant, car comme nombre de ses confrères de son époque, il considérait que les maladies féminines comme les dépressions post-partum étaient liées à un sentiment de culpabilité des femmes à ne pouvoir remplir leur devoir d'épouse et de mère, ainsi il invite Charlotte Perkins à se consacrer aux tâches domestiques à ne jamais se séparer de son enfant, de faire une sieste après chaque repas, de ne consacrer pas plus deux heures à des activités intellectuelles et surtout de ne toucher ni plume, ni pinceau, ni crayon de toute sa vie... Son diagnostic comme ses prescriptions sont basées sur l'incapacité supposée de Charlotte à être une femme, c'est-à-dire à être docile et vivre dans le sacrifice de soi. Le docteur Mitchell épouse les stéréotypes des rôles sociaux de la femme de son temps, une femme doit se consacrer à son foyer, être toujours souriante et de bonne humeur. Le docteur Mitchell déclarait devant des étudiants du Radcliffe Institute for Advanced Study qu'il ne voulait pas plus de femmes juristes, pasteurs, conférencières qu'il ne voulait voir des hommes couturiers ou bonnes d'enfant, que l'éducation des femmes devait être centrée sur le soin des enfants et les arts ménagers et que les jeunes femmes de moins de 17 ans devaient utiliser leur cervelle avec modération sinon elles mettaient en danger leur santé et leur futur. Charlotte Perkins rapportera les effets dévastateurs de ce genre de thérapie, dans sa nouvelle gothique The Giant Wistaria (inspirée d'une nouvelle de fantômes (Ghost story) de Frank Leslie (en) qu'elle avait lue dans le Century), les premières esquisses de The Giant Wisteria datent 1886 avant et durant la période de sa prise en charge par le docteur Silas Weir Mitchell, elle en achève l'écriture en 1890, et la nouvelle sera publiée en juin 1891 dans le mensuel littéraire The New England Magazine (en),,. Plus tard en 1913, Charlotte fustigera les cures du docteur Weir Mitchell qui mènent à la folie, à la ruine mentale des femmes qui suivent ses conseils. Sa nouvelle The Yellow Wallpaper (Le Papier peint jaune), décrit la descente en enfer que subit la narratrice rendue folle par la cure de repos.

## Son rôle de mécène

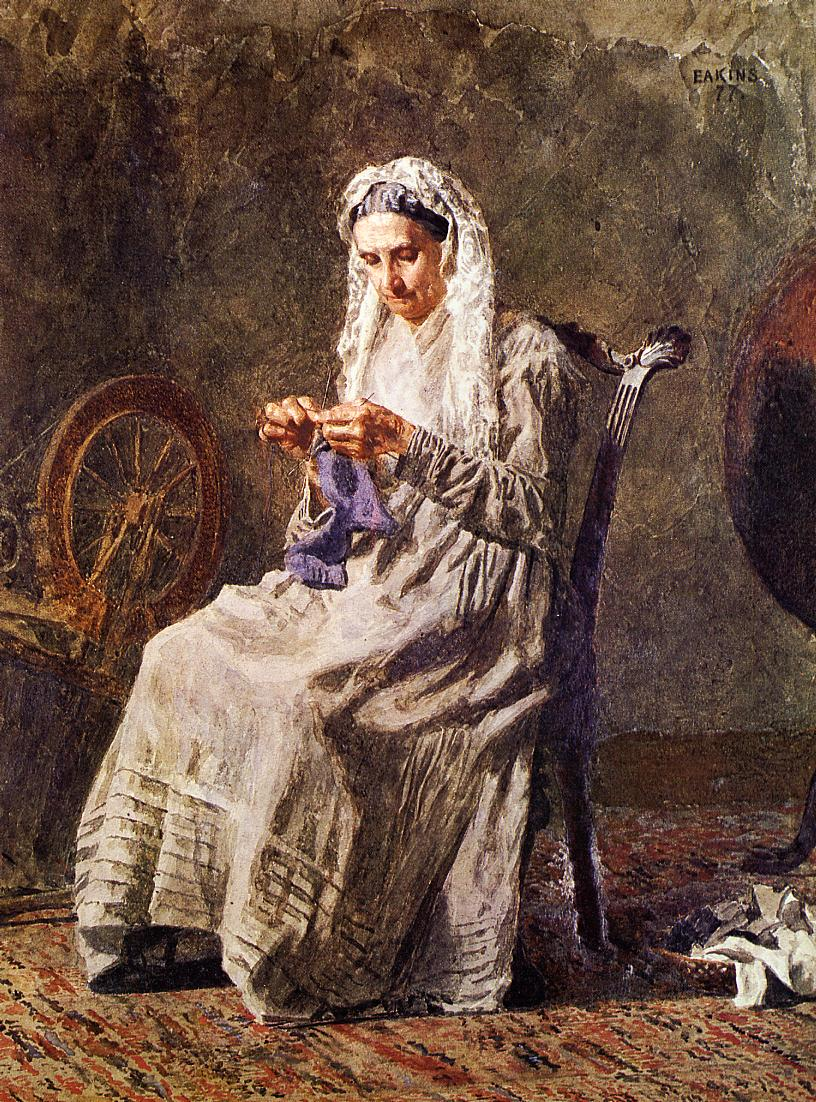
Seventy Year Ago (La tante Sallie dans la chaise du Dr. M.) Tableau de 1877 par Thomas Eakins, Université de Princeton.

S.W. Mitchell était l'ami et le protecteur du peintre Thomas Eakins. Lorsque ce dernier fut renvoyé de l'Académie des Beaux-Arts de Pennsylvanie, il aurait suggéré à l'artiste un voyage dans les Badlands du Dakota du Nord. Mitchell était le propriétaire de la chaise de Chippendale de Philadelphie représentée dans plusieurs tableaux d'Eakins comme William Rush et son modèle (1877) et le bas-relief tricotage (1883).
John Singer Sargent a peint deux portraits de Mitchell. L'un fait partie de la collection du Collège des médecins de Philadelphie, l'autre, commandé par la compagnie mutuelle d'assurances de Philadelphie en 1902, a été vendu en 2009.
En mémoire de sa fille Maria, Mitchell a commandé un monument au sculpteur Augustus Saint-Gaudens, L'Ange de la Pureté (une version en marbre blanc de Caritas Amor), qui se trouve maintenant au Philadelphia Museum of Art.

## Distinctions
Le rôle éminent du Dr. Mitchell dans le domaine des sciences et des lettres fut reconnu par des titres honorifiques qui lui furent conférés par diverses universités américaines et étrangères et par le titre de membre actif ou honoraire de plusieurs sociétés savantes. En 1887 il fut président de l'association américaine des médecins (Association of American Physicians) et en 1908-1909, président de l'association neurologique américaine (American Neurological Association).

## Éponymie
- Peau de Weir Mitchell : peau rouge, luisante et moite observée dans des cas de lésion incomplète irritative d'un nerf.
- Traitement de Weir Mitchell ou cure de repos : méthode de traitement de la neurasthénie et de l'hystérie par un repos absolu au lit, une alimentation fréquente et abondante et un usage systématique des massages et de l'électricité.
- Maladie de Mitchell : autre nom de l'érythromélalgie.

## Sources
- Nathan Hale : Freud et les américains : L'Implantation de la psychanalyse aux États-Unis, Éd.: Les Empêcheurs de penser en rond, 2002,  (ISBN 2-84671-023-6)

- (en) Cet article est partiellement ou en totalité issu de l’article de Wikipédia en anglais intitulé « Silas Weir Mitchell » (voir la liste des auteurs).
- (en) « Silas Weir Mitchell (médecin) », dans Encyclopædia Britannica [détail de l’édition], 1911 (lire sur Wikisource).